# Gedinne
Gedinne (valonă Djedene) este o comună francofonă din regiunea Valonia din Belgia. Comuna Gedinne este formată din localitățile Gedinne, Bourseigne-Neuve, Bourseigne-Vieille, Houdremont, Louette-Saint-Denis, Louette-Saint-Pierre, Malvoisin, Patignies, Rienne, Sart-Custinne, Vencimont și Willerzie. Suprafața sa totală este de 151,56 km². La 1 ianuarie 2008 comuna avea o populație totală de 4.458 locuitori. 

Localitatea Gedinne în cadrul comunei

Comuna Gedinne se învecinează cu comunele Houyet, Rochefort, Beauraing, Wellin și Daverdisse și cu comunele franceze Givet, Fromelennes și Hargnies.